# Martin Herrmann (Kabarettist)
Martin Herrmann (* 1956 in Günzburg) ist ein deutscher Kabarettist und Mitherausgeber der Zeitschrift Pardon.

## Leben
Herrmann wurde 1956 in Günzburg geboren. Seine Schulzeit verbrachte er in Freiburg im Breisgau. Nach seinem Studium arbeitete er fünf Jahre als Lehrer für Sport und Biologie in München-Pasing. Hier knüpfte er seine ersten Kontakte zu Kabarettisten und erwarb Erfahrungen in diesem Genre.
Ab Herbst 1996 versuchte er sich als Liedermacher, wechselte aber in den Bereich der „Standup-Comedy“. Heute tritt er in einer Mischform unter dem Pseudonym „Der Frauenflüsterer“ auf. Zwischenzeitlich zeigt er sein siebtes Programm, unter anderem auch im Duo mit Lioba Albus (alias Mia Mittelkötter).
Neben seinem kabarettistischen Standbein ist Martin Herrmann als Redakteur der Zeitschrift Pardon bekannt. Die Zeitschrift Pardon wurde 2003 wieder neu aufgelegt. Zusammen mit Bernd Zeller (verantwortlich) und Antje Hellmann gehört Martin Herrmann zum festen Herausgeber- und Redaktionsteam. Zwischen 2004 und 2007 war er Mitherausgeber der Zeitschrift Pardon.

## Auszeichnungen
- 1991: Südwestfunk-Förderpreis
- 1992: Kleinkunstpreis Baden-Württemberg, Kategorie „Chanson“
- 1993: „Wiener Hugo“, Kabarettpreis der Stadt Wien
- 1996: Paulaner Solo+, Kabarettpreis München
- 1997: „Stern der Woche“, AZ München, für „Lawinensurfer“
- 1997: „Münsteraner Wiedertäufer“, Kabarettpreis Münster
- 1998: Kulturpreis der Zeitung „Westfälische Nachrichten“; Bielefeld
- 2000: „RuhrPott“, Satirikerpreis Deutscher Journalistenverband, NRW
- 2001: 3. Platz bei „Das Schwarze Schaf“, Kabarettpreis Duisburg[3]
- 2003: Gewinner bei Satirecontest „Mechthild“ Böblingen
- 2004: Scharfe Barte, 3. Platz
- 2017: Scharfe Barte, 2. Platz
- 2018: Kleinkunstpreis Baden-Württemberg
- 2018: Silberner Rostocker Koggenzieher und Publikumspreis
- 2018: Tuttlinger Krähe, 2. Platz
- 2018: Euskirchener Kleinkunstpreis, 2. Platz
- 2019: Fränkischer Kabarettpreis, 1. Platz
- 2025: Silberner Rostocker Koggenzieher und Publikumspreis